# Dominikus I. Conrad
Dominikus I. Conrad, geboren als Johannes Simon Conrad (* 1. Oktober 1740 in Kärlich; † 7. November 1819 in Rübenach), war von 1802 bis 1803 der 46. und letzte Abt der Zisterzienserabtei Marienstatt vor deren Säkularisation.

## Leben

### Herkunft und Familie

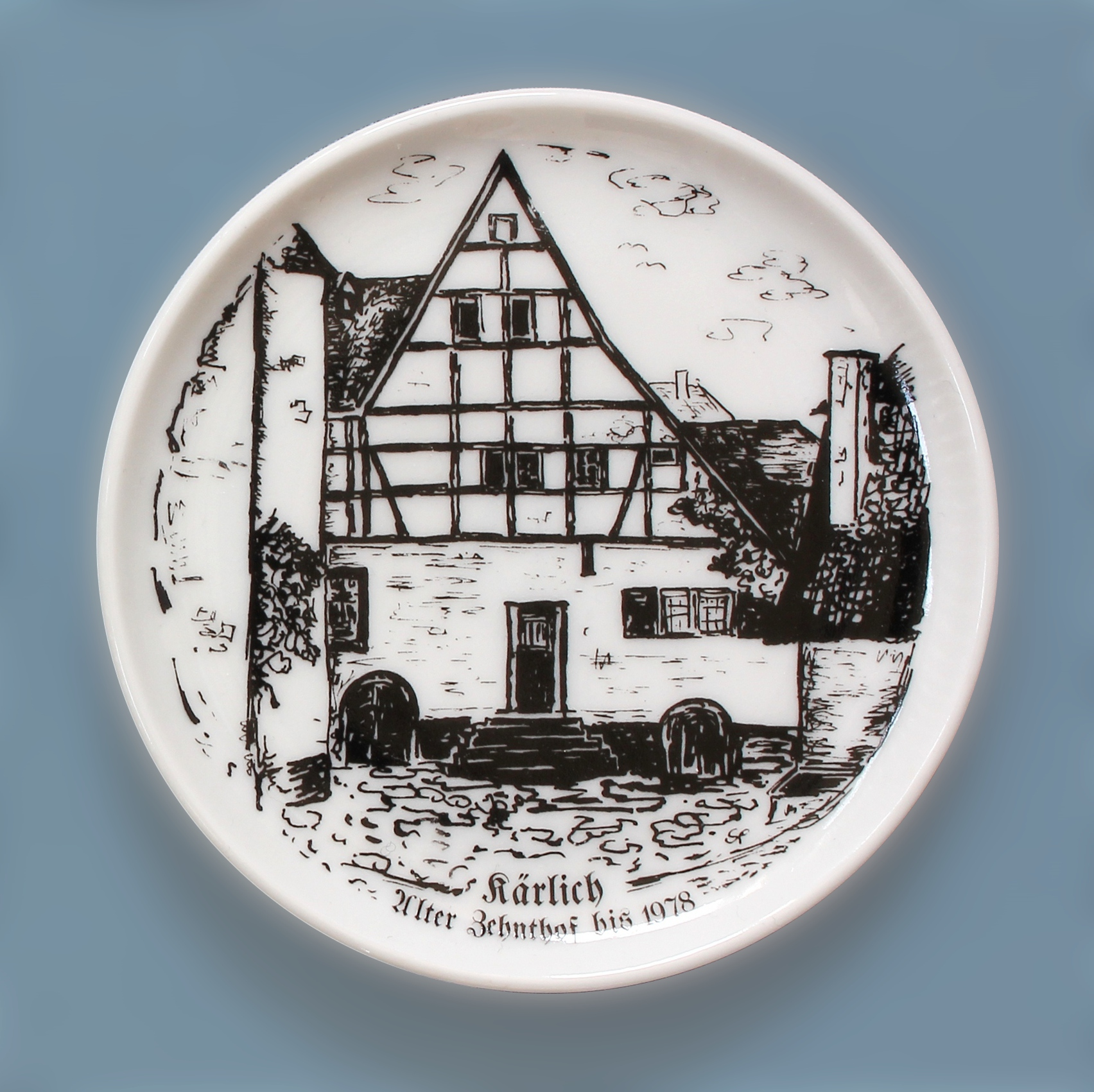
Ehemaliger Zehnthof in Kärlich, das Geburtshaus von Dominikus Conrad

Die Eltern des späteren Abts waren Johann Conrad jun., Erbpächter des Kurfürsten von Trier und Sophie Conrad, geborene Zimmermann. Das Wohnhaus der Familie stand bis 1978 in der Burgstraße von Kärlich, einem Stadtteil von Mülheim-Kärlich; beim Umbau zum Geschäftshaus blieb nur ein geringer Teil erhalten. Zwei Söhne des Ehepaars wurden später katholische Geistliche: 
- Johann Casper (1720–1755), der 1749 die Priesterweihe erhielt und
- Johannes Simon, der 1759, in die  Abtei Marienstatt im Westerwald eintrat.[1]

### Tätigkeit als Geistlicher
In Marienstatt empfing Johannes Simon 1766 die Priesterweihe. Anschließend war er als Seelsorger auch außerhalb des Klosters tätig, 1784 etwa als Kaplan in seinem Heimatdorf Kärlich. Im Januar 1802 wurde er unter seinem Ordensnamen Dominikus zum Abt gewählt. Wegen der politischen Verhältnisse zur Zeit der Napoleonischen Kriege erhielt er jedoch nicht mehr die Benediktion. Im Jahr zuvor hatte das Heilige Römische Reich den Frieden von Lunéville unterzeichnet. Er sah vor, die bereits seit 1794 besetzten linksrheinischen Gebiete an Frankreich abzutreten und die dadurch enteigneten weltlichen Fürsten mit säkularisiertem Kirchengut rechts des Rheins abzufinden. So konnte Abt Dominikus I. sein Amt nur wenige Monate ausüben. Marienstatt war dem protestantischen Fürsten Friedrich-Wilhelm von Nassau-Weilburg als Entschädigung zugeschlagen worden. Die Bestimmung sollte zwar erst 1803 in Kraft treten, aber der Fürst ließ die Abtei schon am 19. Oktober 1802 beschlagnahmen und am 3. Januar 1803 auflösen. Die zuletzt 17 Mitglieder des Konvents feierten am 13. April 1803 ihre letzte Messe in Marienstatt. Ihnen wurden schließlich Pensionen von Seiten Nassau-Weilburgs zugesprochen; unter anderem erhielt Abt Dominikus die relativ hohe Summe von 1200 Gulden jährlich. Er kehrte zunächst nach Kärlich zurück und zog später nach Rübenach, wo er 1819 infolge eines Schlaganfalls starb.